# Cheri Oteri

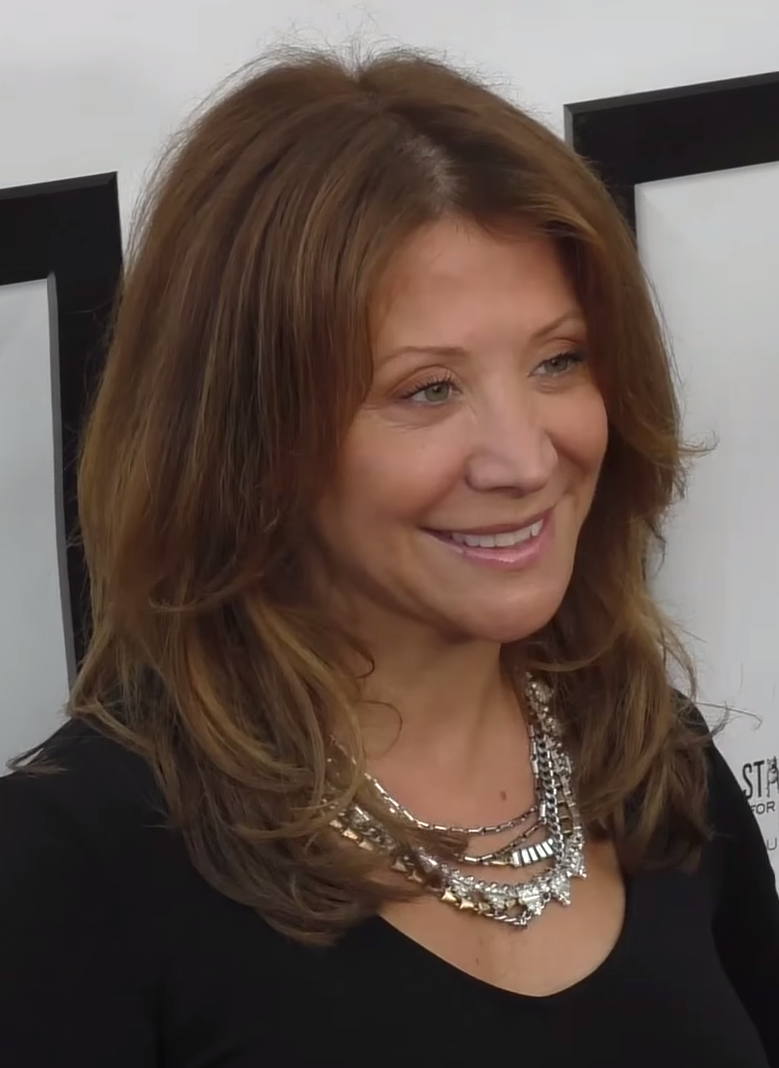
Cheri Oteri, 2016

Cheri Oteri (* 19. September 1962 in Upper Darby, Delaware County, Pennsylvania als Cheryl Ann O’Teari) ist eine US-amerikanische Schauspielerin, Drehbuchautorin und Comedian, die durch ihre Auftritte bei Saturday Night Live bekannt wurde.

## Leben und Karriere
Oteri, 1962 in Upper Darby geboren, zog im Alter von 25 Jahren nach Los Angeles, arbeitete vier Jahre lang in der Promotionabteilung von A&M Records und trat dann der Comedy-Gruppe The Groundlings bei. Ihre Arbeit dort führte dazu, dass sie 1995 für Saturday Night Live engagiert wurde. Dort arbeitete sie vor allem mit Molly Shannon und Will Ferrell zusammen. Ihre Charaktere bei Saturday Night Live waren unter anderen die Möchtegern-Cheerleaderin Arianna und die unverschämte Talkshowmoderation Cass Van Rye. Sie parodierte eine Reihe von Film-, Fernseh- und Musikstars, zum Beispiel Fran Drescher, Cyndi Lauper, Alanis Morissette, Kristin Davis, Mariah Carey und Jack Nicholson. Sie trat auch in anderen Shows auf und wurde 2000 als beste Gastschauspielerin in der Sitcom Just Shoot Me – Redaktion durchgeknipst für einen Emmy nominiert. 2000 verließ sie Saturday Night. Seitdem wirkte sie in mehreren Filmen mit, darunter Der Dummschwätzer (1997, Liar Liar), Inspektor Gadget (1999, Inspector Gadget) (2000) und Southland Tales (2006). Für ihre Rolle in Scary Movie gewann sie den Blockbuster Entertainment Award in der Kategorie Beliebteste Nebendarstellerin in einer Komödie. Im dritten Teil von Shrek synchronisierte sie Dornröschen.

## Filmografie (Auswahl)
- 1997: Der Dummschwätzer (Liar Liar)
- 1999: Inspektor Gadget (Inspector Gadget)
- 2000: Scary Movie
- 2000: Love & Sex
- 2003: Dumm und dümmerer (Dumb and Dumberer: When Harry Met Lloyd)
- 2006: Southland Tales
- 2006: Lucas, der Ameisenschreck (The Ant Bully, Stimme)
- 2007: Shrek der Dritte (Shrek the Third, Stimme)
- 2008: Major Movie Star (Private Valentine: Blonde & Dangerous)
- 2012: Bad Parents
- 2012: The New Normal (Fernsehserie, 2 Episoden)
- 2013: Jessie (Fernsehserie, Episode 1x01)
- 2013: Kindsköpfe 2 (Grown Ups 2)
- 2013: Christmas in Conway
- 2013–2021: Willkommen bei haus der Nutri Ventures (Fernsehserie, 16 Episoden)
- 2014–2017: Cosmo & Wanda – Wenn Elfen helfen (Fernsehserie, 5 Episoden)
- 2013: Jessie (Fernsehserie, Episode 1x01)
- 2013: Kindsköpfe 2 (Grown Ups 2)
- 2014: Wishin' and Hopin'
- 2016: Bad Internet (Fernsehserie, Episode 2x09)
- 2016: Those Who Can't (Fernsehserie, 7 Episoden)
- 2016: Scream Queens (Fernsehserie, Episode 2x03)
- 2017: F*&% the Prom
- 2017: Bunsen ist ein Biest (Bunsen is a Beast, Stimme, 11 Episoden)
- seit 2017: Puppy Dog Pals (Fernsehserie, Stimme)
- 2017–2019: Die Tom und Jerry Show (Fernsehserie, 3 Episoden)
- 2017: Home – Zuhause bei Tip & Oh (Fernsehserie, 5 Episoden)
- 2018: 9JKL (Fernsehserie, Episode 1x15)
- 2018: Most Likely To (Fernsehfilm)
- 2019: Benjamin
- 2019: Drama Drama
- 2020: Give or Take
- 2020: Close Enough (Fernsehserie, Episoden 1)
- 2021–2022: Kid Cosmic die Brut der Ringe (Fernsehserie, 2 Episoden)
- 2022: Inside Job (Fernsehserie, 2 Episoden)
- 2022: Fairfax (Fernsehserie, 1 Episoden)
- 2023: The Line
- 2023: Tom und Jerry: Halloween-Mysterium (Direct-To-Video)
- 2024: Neue Dexters Labor (Fernsehserie, 2 Episoden)
- 2025: Mid-Century Modern (Fernsehserie, eine Episode)

## Auszeichnungen
- 2000: Blockbuster Entertainment Award für ihre Rolle in Scary Movie in der Kategorie Beliebteste Nebendarstellerin in einer Komödie